# Bufo pageoti
Bufo pageoti es una especie de anfibio anuro de la familia Bufonidae.

## Distribución geográfica
Esta especie habita entre los 1900 y 2500 m de altitud:
- en el noreste y oeste de Birmania;
- en Vietnam, en las provincias de Lào Cai, Nghệ An, Hà Tĩnh y Quảng Nam;
- en China en Yunnan, en la Reserva Natural de Gaoligongshan en los condados de Tengchong y Lushui y en Baoshan.[4]

## Publicación original
- Bourret, 1937 : Notes herpétologiques sur l'Indochine française. XIV. Les batraciens de la collection du Laboratoire des Sciences Naturelles de l'Université. Descriptions de quinze espèces ou variétés nouvelles. Annexe Bulletin de l'Institut publique Hanoi, p. 5-56.[5]